# 4e étape du Tour d'Espagne 2008

La quatrième étape du Tour d'Espagne 2008 se déroulera le mardi 2 septembre 2008 entre Cordoue et Puertollano.

## Parcours
Durant ce quatrième jour de course, la Vuelta quitte l'Andalousie pour arriver dans la Province de Ciudad Real, dans la communauté autonome de Castille-La Manche. Dès le départ de Cordoue, le peloton escalade la première des deux difficultés : l'Alto de los Villares (3e catégorie). L'ascension du Puerto de la Chimorra, également en troisième catégorie, intervient 40 km plus loin. La suite du parcours jusqu'à Puertollano ne présente pas de difficulté, à l'exception d'une côte non-référencée à l'entrée dans la Province de Ciudad Real.

## Récit
Le début d'étape est animé par l'équipe Andalucia-Cajasur, qui se montre à l'avant de la course avant de quitter sa région. Jesús Rosendo passe en tête au sommet de l'Alto de los Villares et conforte sa première place au classement général. Son coéquipier José Antonio Lopez Gil attaque seul peu après. Son avance dépasse les huit minutes après plus de 60 kilomètres de course. Il est cependant rattrapé à moins de sept kilomètres de l'arrivée par le peloton lancé par les équipes Liquigas, Lampre et Quick Step.
Daniele Bennati lance le sprint après les relais des coureurs de Quick Step et devance à l'arrivée Tom Boonen et Koldo Fernández. Grâce aux bonifications, il accroît son avance au classement général.
Deux chutes interviennent dans le peloton durant les derniers kilomètres. La première, à huit kilomètres de Puertollano, entraîne plusieurs coureurs au sol et retarde notamment Damiano Cunego, qui finit l'étape à 2 minutes et 16 secondes du vainqueur. Une deuxième chute à un peu plus de trois kilomètres du but a scindé le peloton en plusieurs groupes légèrement retardés. En outre, Andreas Klöden a terminé l'étape avec plus de 4 minutes de retard.

## Classement de l'étape
| \| 1. Daniele Bennati \| Liquigas \| en \| 4 h 27 min 54 s \| \| 2. Tom Boonen \| Quick Step \| \| m.t. \| \| 3. Koldo Fernández \| Euskaltel-Euskadi \| \| m.t. \| \| 4. Danilo Napolitano \| Lampre \| \| m.t. \| \| 5. Erik Zabel \| Team Milram \| \| m.t. \| \| 6. Greg Van Avermaet \| Silence-Lotto \| \| m.t. \| \| 7. Wouter Weylandt \| Quick Step \| \| m.t. \| \| 8. Davide Viganò \| Quick Step \| \| m.t. \| \| 9. Nicolas Roche \| Crédit agricole \| + \| 3 s \| \| 10. Sylvain Chavanel \| Cofidis \| \| m.t. \| |                   |    |                 |
| 1. Daniele Bennati | Liquigas          | en | 4 h 27 min 54 s |
| 2. Tom Boonen | Quick Step        |    | m.t.            |
| 3. Koldo Fernández | Euskaltel-Euskadi |    | m.t.            |
| 4. Danilo Napolitano | Lampre            |    | m.t.            |
| 5. Erik Zabel | Team Milram       |    | m.t.            |
| 6. Greg Van Avermaet | Silence-Lotto     |    | m.t.            |
| 7. Wouter Weylandt | Quick Step        |    | m.t.            |
| 8. Davide Viganò | Quick Step        |    | m.t.            |
| 9. Nicolas Roche | Crédit agricole   | +  | 3 s             |
| 10. Sylvain Chavanel | Cofidis           |    | m.t.            |

## Classement général
| \| 1. Daniele Bennati \| Liquigas \| en \| 13 h 23 min 57 s \| \| 2. Tom Boonen \| Quick Step \| + \| 22 s \| \| 3. Alejandro Valverde \| Caisse d'Épargne \| + \| 48 s \| \| 4. Erik Zabel \| Team Milram \| + \| 51 s \| \| 5. Igor Antón \| Euskaltel-Euskadi \| + \| 59 s \| \| 6. Juan Manuel Gárate \| Quick Step \| + \| 1 min 01 s \| \| 7. Alessandro Ballan \| Lampre \| + \| 1 min 02 s \| \| 8. Greg Van Avermaet \| Silence-Lotto \| + \| 1 min 04 s \| \| 9. Juan Antonio Flecha \| Rabobank \| \| m.t. \| \| 10. Egoi Martínez \| Euskaltel-Euskadi \| + \| 1 min 05 s \| |                   |    |                  |
| 1. Daniele Bennati | Liquigas          | en | 13 h 23 min 57 s |
| 2. Tom Boonen | Quick Step        | +  | 22 s             |
| 3. Alejandro Valverde | Caisse d'Épargne  | +  | 48 s             |
| 4. Erik Zabel | Team Milram       | +  | 51 s             |
| 5. Igor Antón | Euskaltel-Euskadi | +  | 59 s             |
| 6. Juan Manuel Gárate | Quick Step        | +  | 1 min 01 s       |
| 7. Alessandro Ballan | Lampre            | +  | 1 min 02 s       |
| 8. Greg Van Avermaet | Silence-Lotto     | +  | 1 min 04 s       |
| 9. Juan Antonio Flecha | Rabobank          |    | m.t.             |
| 10. Egoi Martínez | Euskaltel-Euskadi | +  | 1 min 05 s       |

## Classements annexes
| Classement | Coureur         | Total            |
| ---------- | --------------- | ---------------- |
| Points     | Daniele Bennati | 51 pts           |
| Montagne   | Jesús Rosendo   | 16 pts           |
| Combiné    | Paolo Bettini   | 34 pts           |
| Équipe     | Quick Step      | 39 h 57 min 31 s |